# Mesembrius hilaris
Mesembrius hilaris är en tvåvingeart som först beskrevs av Walker 1849.  Mesembrius hilaris ingår i släktet Mesembrius och familjen blomflugor. Inga underarter finns listade i Catalogue of Life.